# 土尔克语
土尔克语，又称伊犁土尔克语（Ili türk tili）、伊犁突厥语、土尔克话，是一种使用于中国新疆西部和哈萨克斯坦的濒危语言，属于突厥语系，为中国未识别民族土尔克人的民族语言。该语言同时表现出葛逻禄语支和钦察语支的特点。在中国，该语言常被视为维吾尔语的方言。

## 使用族群及现状
土尔克语是土尔克人的母语。土尔克人主要分布于新疆西部的阿克陶、叶城、喀什、阿图什等县市，为中国未识别民族之一，他们有的被政府认定为维吾尔族，也有的被认定为柯尔克孜族、哈萨克族或烏兹別克族。由于土尔克人处于多民族聚居的环境中，因而多数土尔克人是双语者或多语者，除本民族语言土尔克话之外，还兼通乌孜别克语、维吾尔语、塔吉克语和汉语等其他民族语言。哈萨克斯坦境内也有少数土尔克语使用者。
伊宁市、喀什市、阿图什市等地的土尔克语使用范围较小，主要是老年人在家庭范围内使用，因而处于濒危状态；阿克陶县、叶城县和塔什库尔干的土尔克语由于地形闭塞保存相对较好，但对外交际也使用其他语言。

## 分類
土尔克语属于突厥语族，但在具体的语支的划分问题上则存在争议。该语言同时表现出了钦察语支和葛逻禄语支的特点。有些学者多认为土尔克语起源于葛逻禄语，其表现出的钦察语特征应该是同哈萨克语、柯尔克孜语等钦察语相互接触而产生的，因而将其划入葛逻禄语支。更有学者推测土尔克语起源于乌兹别克语，土尔克人迁入新疆西部哈萨克、柯尔克孜聚居区后逐渐同当地民族语言融合形成土尔克语。
下表列举出了伊犁土尔克语中的葛逻禄語和欽察語的特徵：
|                            | 哈薩克語 (欽察)   | 伊犁土爾克語      | 维吾尔語(葛逻禄)  | 解釋                |
| -------------------------- | ----------------- | ----------------- | ----------------- | ------------------- |
| *ɣ > w (在低元音後)        | tɑw               | tɑw               | tɑɣ               | 山                  |
| 屬格的同化                 | tyje+niŋ / et+tiŋ | tʉjæ+nin / et+tin | tøgɜ+niŋ / et+niŋ | 駱駝(屬格)/肉(屬格) |
| *ɣ > w > 脱落 (在高元音後) | sarɨ              | sarɨq             | serɨq             | 黃色                |
| 长辅音的失去               | segiz             | sekkiz            | sɜkkiz            | 八                  |

## 音系

### 辅音
尼勒克县土尔克村的土尔克语有辅音音位二十二个，其中塞音、塞擦音分清浊。清塞音、塞擦音在词首送气，在句中其他位置不送气。土尔克语中的辅音音位列表如下
：
|        |      | 双唇音 | 齿龈音 | 顎齦音 | 硬腭音 | 软腭音 | 小舌音 | 声门音 |
| ------ | ---- | ------ | ------ | ------ | ------ | ------ | ------ | ------ |
| 塞音   | 清音 | /p/    | /t/    |        |        | /k/    | /q/    |        |
| 塞音   | 濁音 | /b/    | /d/    |        |        | /g/    |        |        |
| 塞擦音 | 清音 |        |        | / t͡ʃ/  |        |        |        |        |
| 塞擦音 | 濁音 |        |        | /d͡ʒ/   |        |        |        |        |
| 擦音   | 清音 |        | /s/    | /ʃ/    |        |        | /χ/    | /h/    |
| 擦音   | 濁音 |        | /z/    |        |        |        | /ʁ/    |        |
| 近音   | 濁音 |        |        |        | /j/    | /w/    |        |        |
| 鼻音   | 濁音 | /m/    | /n/    |        |        | /ŋ/    |        |        |
| 颤音   | 濁音 |        | /r/    |        |        |        |        |        |
| 边近音 | 濁音 |        | /l/    |        |        |        |        |        |

词尾的/l/通常读清边擦音/ɬ/。

### 元音
土尔克语有/ɪ//e//ɛ//ə//a//ɵ//ʉ/七个元音音位，全部为前元音或央元音，没有后元音。/ɵ//ʉ/两个央元音由古突厥语原有的/ø/—/o/和/y/—/u/两组前后元音合并而来。和其他突厥语一样，土尔克语有元音和谐律，不过土尔克语中的后元音已经消失，因而央元音可以与前元音和谐。

## 词汇
土尔克语词汇的主要来源为突厥语共同词，此外，土尔克语还有着丰富的借词，有直接从汉语、阿拉伯语和伊朗语族语言借入的词汇，也有通过维吾尔语、哈萨克语等语言间接从俄语等印欧语言借来的词汇。所有外来语进入土尔克语后都会服从土尔克语的语音结构。
由于土尔克人擅长放牧，因而土尔克语中含有大量的畜牧业相关的词汇，如“两岁的母羊羔”在土尔克语中tʉsaq，而“四岁的母羊羔”在土尔克语中则为ʁɵnan。呼喊或驱赶不同的牲畜也有不同的语言词汇。如此丰富的畜牧业相关的词根在其他语言中是极为罕见的。

## 语法
伊犁土尔克语是一种黏着语，有数、格的变化。其领格附加成分尾辅音-n已经脱落因而变得与宾格附加成分相同，这点与罗布话和中国伊宁地区的乌孜别克语类似，因此只有在具体语言环境中才能区分领格与宾格。

### 引用
1. ↑  Hammarström, Harald; Forkel, Robert; Haspelmath, Martin; Bank, Sebastian (编). . . Jena: Max Planck Institute for the Science of Human History. 2016.
2. ↑  张春海. . ex.cssn.cn. 中国社会科学报. 2015-03-18  [2019-02-26]. （原始内容存档于2019-03-01）.
3. ↑  新疆维吾尔自治区民族语言文字工作委员会, 新疆民族语言分布状况与发展趋势, 第344页
4. ↑  新疆维吾尔自治区民族语言文字工作委员会, 新疆民族语言分布状况与发展趋势, 第345至346页
5. ↑  赵相如等, The Ili Turk People and Their Language , 第261至285页
6. ↑  Reinhard F. Hahn,  An Annotated Sample of Ili Turki, 第31至35页
7. ↑  程试;胡毅等,  从土尔克话的演变看语言的融合, 第20至21页
8. 1 2 3  赵相如; 阿西木, 新疆伊犁地区土尔克话的特点, 第27至28页
9. ↑  新疆维吾尔自治区民族语言文字工作委员会, 新疆民族语言分布状况与发展趋势, 第338页
10. 1 2  新疆维吾尔自治区民族语言文字工作委员会, 新疆民族语言分布状况与发展趋势, 第339页
11. ↑  新疆维吾尔自治区民族语言文字工作委员会, 新疆民族语言分布状况与发展趋势, 第341至342页